# Babiččino údolí
Babiččino údolí (pl. Dolina Babuni) – obszar chroniony i narodowy pomnik przyrody i kultury w powiecie nachodzkim w Czechach.
Babiččino údolí to dolina rzeki Upy na północ od Českiej Skalice w pobliżu pałacu w Ratibořicach. Nazwa pochodzi od powieści Boženy Němcovej pt. Babunia, której akcję autorka umieściła w tym miejscu. Dolinę po raz pierwszy nazwał Babiččino údolí w 1878 pisarz Otakar Jedlička, który pracował w Smiřicach jako lekarz. W 1952 ministerstwo szkolnictwa, nauki i sztuki ogłosiło ten obszar rezerwatem krajobrazowym, a w roku 1978 narodową pamiątką kulturalną.
Najbardziej uczęszczanym miejscem jest Stary Bielnik (cz. Staré bělidlo), domek nr 7 koło Jazu Wikty (Viktorčin splav). Tu Božena Němcová spędziła w 1844 święta ze swoimi dziećmi, a w powieści Babunia umieściła mieszkanie tytułowej bohaterski i jej rodziny. Oryginalny Stary Bielnik znajdował się w pobliżu pałacu w Ratibořicach i został zburzony z polecenia właścicielki Wilhelminy Żagańskiej ok. 1830. Po II wojnie światowej w domku nr 7 ustawiono meble z czasów Babuni pochodzące ze zbiorów Muzeum Boženy Němcovej w Českiej Skalice. Budynek i jego okolice były remontowane w 1970 z okazji kręcenia filmu Babička w reżyserii Antonína Moskalyka.
W dolinie znajduje się także pomnik Babuni z dziećmi. Decyzję o budowie podjęto z okazji 100. rocznicy urodzin autorki powieści. Kamień węgielny położył 25 lipca 1920 pisarz Alois Jirásek. Uroczyste odsłonięcie nastąpiło 9 lipca 1922. Towarzyszył mu uroczysty przejazd alegorycznych wozów z Českiej Skalice do Ratibořic. Autorem pomnika jest rzeźbiarz Otto Gutfreund, z którym współpracował Pavel Janák.
Jaz Wikty koło Starego Bielnika także zmienił swój wygląd w wyniku przebudowy w latach 1842-1848 i 1874-1875, a następnie podczas regulacji Upy w latach 20. i 50. XX w. Na miejscu pierwotnego drewnianego jazu powstał betonowy, który podczas kręcenia filmu w 1970 obłożono pniami drzew, aby przypominał pierwotną konstrukcję.

## Bibliografia

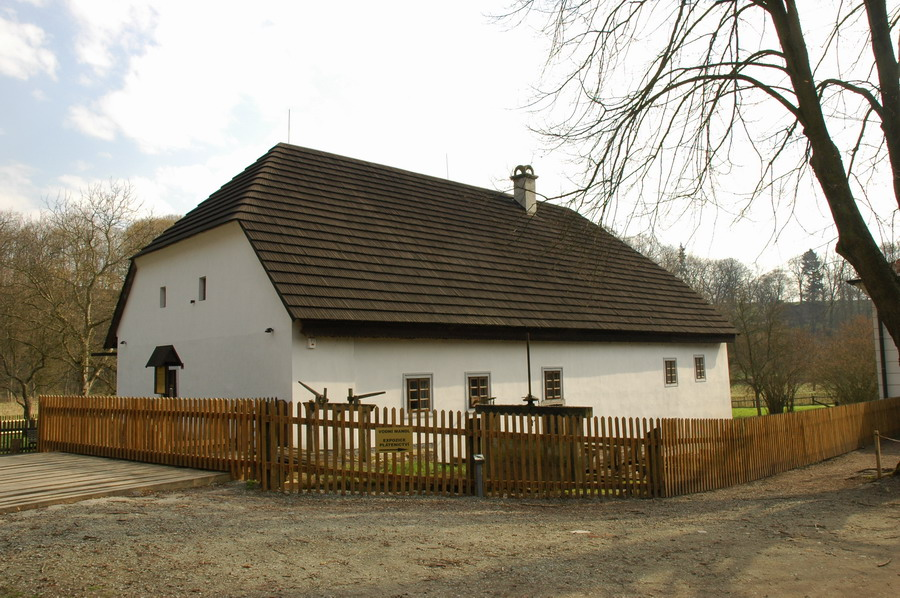
Młyn
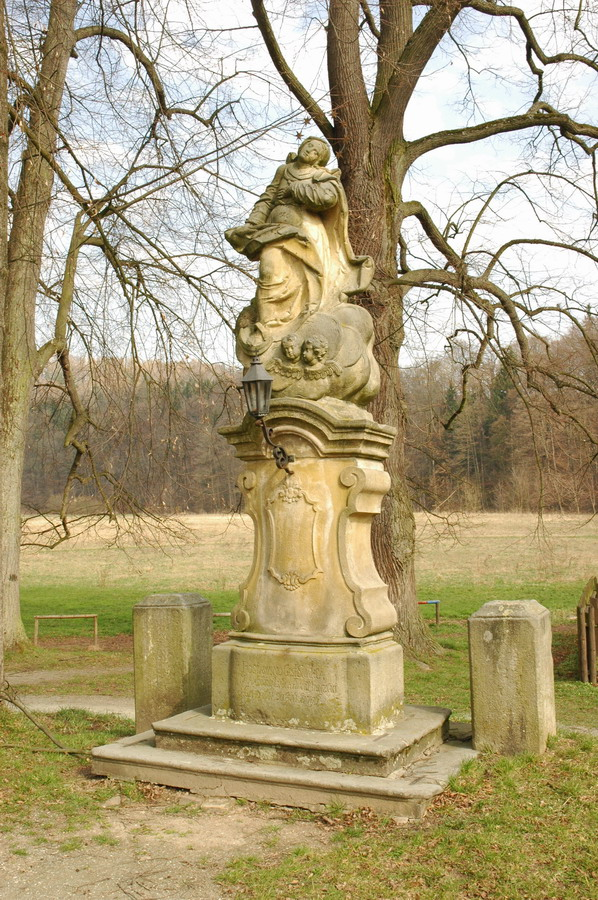
Rzeźba Matki Boskiej postawiona w 1797 przez młynarza Ludra
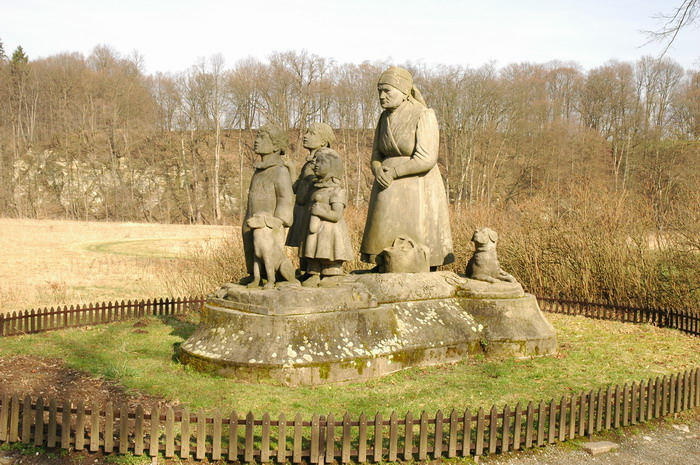
Pomnik Babuni
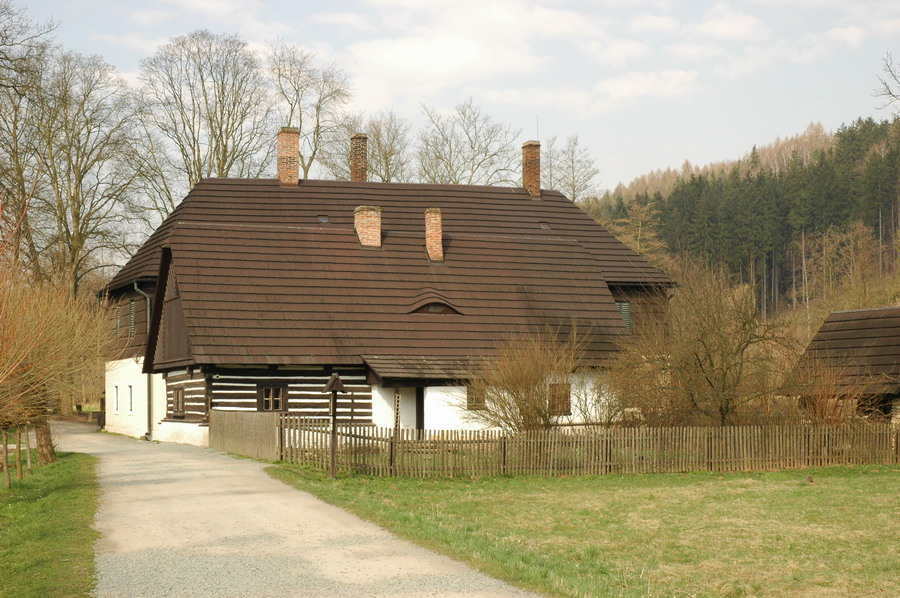
Stary Bielnik
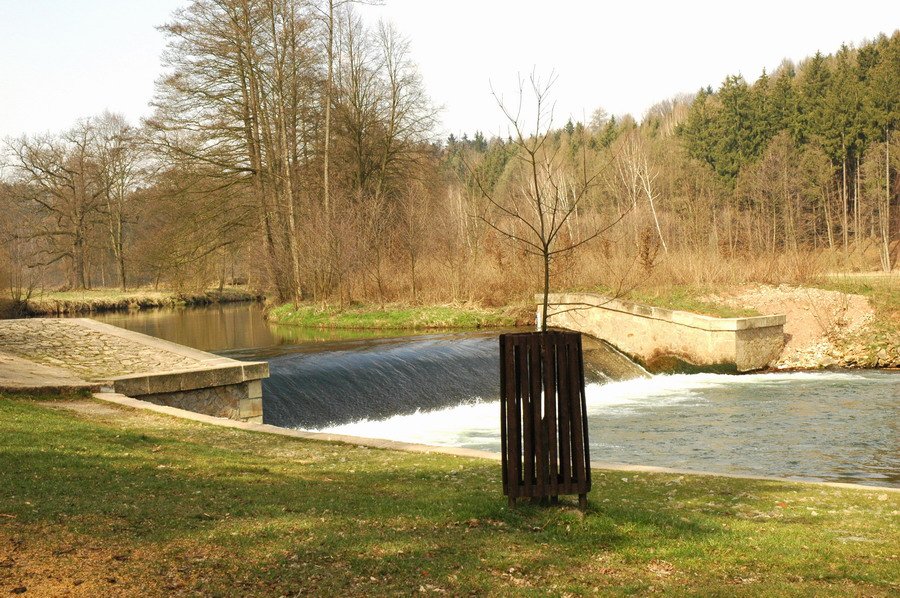
Jaz Wikty